# Saison 1 de Mask Singer
La première saison de Mask Singer, émission de télévision française présentant une compétition de chant de type télé-crochet, est diffusée sur TF1 du 8 novembre au 13 décembre 2019.
Animée par Camille Combal et produite par la société de production Hervé Hubert, cette édition est remportée par Laurence Boccolini, qui était sous le masque de la licorne. Elle soulève le trophée de Mask Singer après avoir vaincu onze autres célébrités.

## Participants

### Présentateur
Cette édition est présentée par Camille Combal.

### Enquêteurs
Le jury d'enquêteurs de cette première saison est composé de : Kev Adams, humoriste, acteur ; Alessandra Sublet, animatrice de télévision ; Anggun, chanteuse ; et Jarry, humoriste.

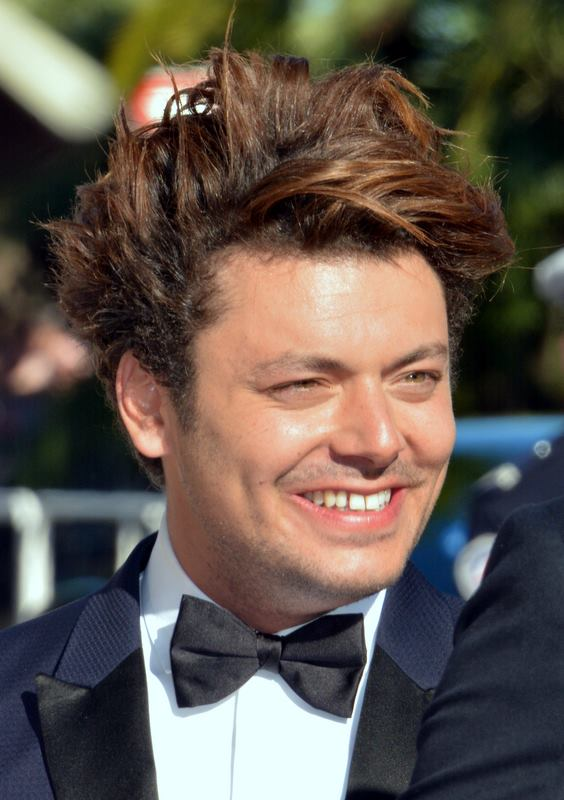
Kev Adams
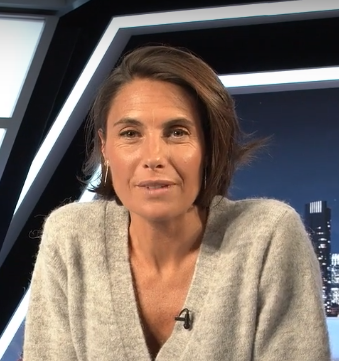
Alessandra Sublet
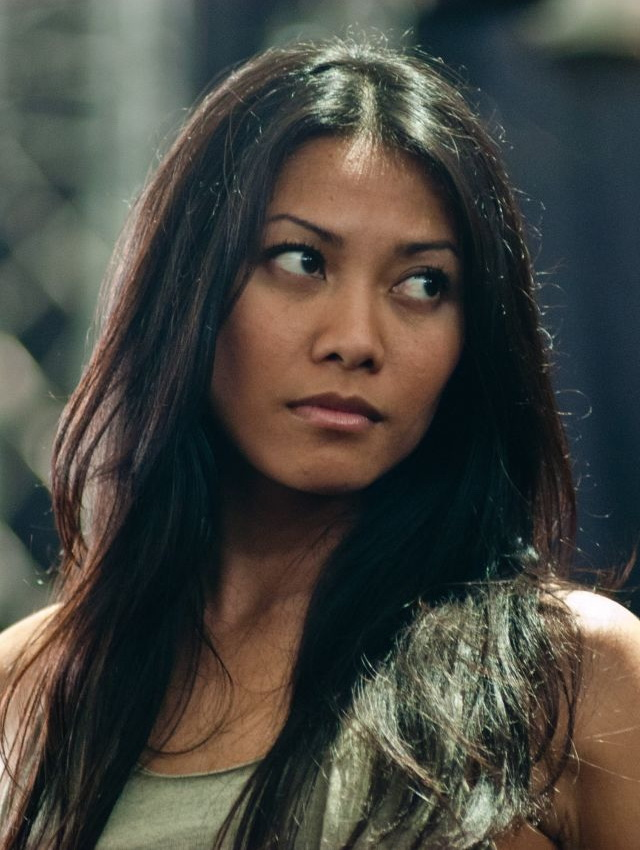
Anggun
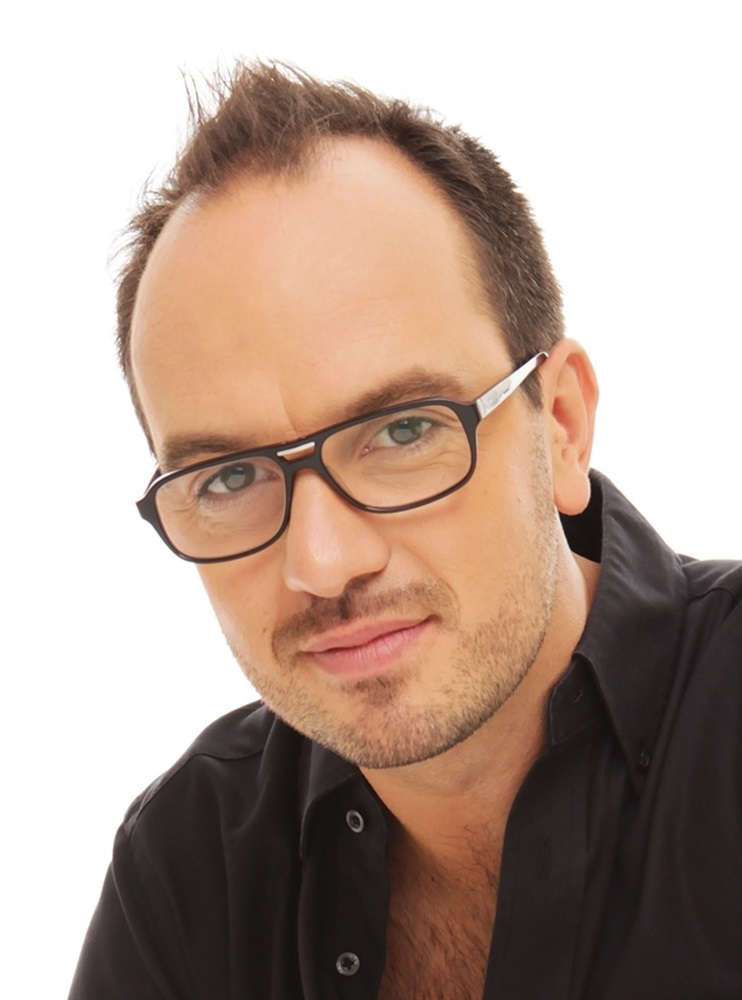
Jarry

### Candidats
Ci-dessous, la liste des douze candidats de cette saison :
| Personnalité           | Personnalité       | Âge    | Occupation                             | Costume    | Statut                        | Classement |
| ---------------------- | ------------------ | ------ | -------------------------------------- | ---------- | ----------------------------- | ---------- |
| Illustration manquante | Laurence Boccolini | 56 ans | Animatrice de télévision               | Licorne    | Démasqués lors du 6e épisode  | 1re        |
| Karl Zéro              | Karl Zéro          | 58 ans | Animateur de télévision et réalisateur | Aigle      | Démasqués lors du 6e épisode  | 2e         |
| Julie Zenatti          | Julie Zenatti      | 38 ans | Chanteuse                              | Panda      | Démasqués lors du 6e épisode  | 3e         |
| Frank Leboeuf          | Frank Lebœuf       | 51 ans | Footballeur international              | Paon       | Démasqués lors du 6e épisode  | 4e         |
| Natasha St-Pier        | Natasha St-Pier    | 38 ans | Chanteuse                              | Cupcake    | Démasqués lors du 5e épisode  | 5e         |
| David Douillet         | David Douillet     | 50 ans | Judoka et homme politique              | Lion       | Démasqués lors du 5e épisode  | 6e         |
| Yves Lecoq             | Yves Lecoq         | 73 ans | Humoriste et imitateur                 | Dino       | Démasqués lors du 4e épisode  |            |
| Joyce Jonathan         | Joyce Jonathan     | 30 ans | Chanteuse                              | Abeille    | Démasqués lors du 4e épisode  |            |
| Smaïn                  | Smaïn              | 61 ans | Acteur et humoriste                    | Monstre    | Démasqués lors du 3e épisode  |            |
| Lio                    | Lio                | 57 ans | Chanteuse et actrice                   | Hippocampe | Démasqués lors du 3e épisode  |            |
| Sheila                 | Sheila             | 74 ans | Chanteuse                              | Écureuil   | Démasquée lors du 2e épisode  |            |
| Marie-José Pérec       | Marie-José Pérec   | 51 ans | Athlète                                | Panthère   | Démasquée lors du 1er épisode |            |

## Bilan par épisode
| ► Épisode          | ► Épisode   | Épisode 1       | Épisode 1       | Épisode 2             | Épisode 2             | Épisode 3             | Épisode 3             | Épisode 3             | Épisode 3             | Épisode 4             | Épisode 4             | Épisode 4             | Épisode 4             | Épisode 5 (Demi-finale) | Épisode 5 (Demi-finale) | Épisode 5 (Demi-finale) | Épisode 6 (Finale)    | Épisode 6 (Finale)    | Épisode 6 (Finale)      |
| ► Diffusion        | ► Diffusion | 8 novembre 2019 | 8 novembre 2019 | 15 novembre 2019      | 15 novembre 2019      | 22 novembre 2019      | 22 novembre 2019      | 22 novembre 2019      | 22 novembre 2019      | 29 novembre 2019      | 29 novembre 2019      | 29 novembre 2019      | 29 novembre 2019      | 6 décembre 2019         | 6 décembre 2019         | 6 décembre 2019         | 13 décembre 2019      | 13 décembre 2019      | 13 décembre 2019        |
| ► Épreuve          | ► Épreuve   | Duel            | Ballot.         | Duel                  | Ballot.               | 1er groupe            | 1er groupe            | 2e groupe             | 2e groupe             | 1er groupe            | 1er groupe            | 2e groupe             | 2e groupe             | 1er passage             | 1er passage             | 2e passage              | 1er passage           | Ballot.               | 2e passage (Classement) |
| ▼ Candidats        | ▼ Candidats | Duel            | Ballot.         | Duel                  | Ballot.               | Duel                  | Ballot.               | Duel                  | Ballot.               | Duel                  | Ballot.               | Duel                  | Ballot.               | Duel                    | Ballot.                 | 2e passage              | 1er passage           | Ballot.               | 2e passage (Classement) |
| ------------------ | ----------- | --------------- | --------------- | --------------------- | --------------------- | --------------------- | --------------------- | --------------------- | --------------------- | --------------------- | --------------------- | --------------------- | --------------------- | ----------------------- | ----------------------- | ----------------------- | --------------------- | --------------------- | ----------------------- |
| Laurence Boccolini | Licorne     |                 |                 |                       |                       |                       |                       |                       |                       |                       |                       |                       |                       |                         |                         |                         |                       |                       |                         |
| Karl Zéro          | Aigle       |                 |                 |                       |                       |                       |                       |                       |                       |                       |                       |                       |                       |                         |                         |                         |                       |                       |                         |
| Julie Zenatti      | Panda       |                 |                 |                       |                       |                       |                       |                       |                       |                       |                       |                       |                       |                         |                         |                         |                       |                       |                         |
| Frank Lebœuf       | Paon        |                 |                 |                       |                       |                       |                       |                       |                       |                       |                       |                       |                       |                         |                         |                         |                       |                       | Démasqué (Épisode 6)    |
| Natasha St-Pier    | Cupcake     |                 |                 |                       |                       |                       |                       |                       |                       |                       |                       |                       |                       |                         |                         |                         | Démasquée (Épisode 5) | Démasquée (Épisode 5) | Démasquée (Épisode 5)   |
| David Douillet     | Lion        |                 |                 |                       |                       |                       |                       |                       |                       |                       |                       |                       |                       |                         |                         | Démasqué (Épisode 5)    | Démasqué (Épisode 5)  | Démasqué (Épisode 5)  | Démasqué (Épisode 5)    |
| Yves Lecoq         | Dino        |                 |                 |                       |                       |                       |                       |                       |                       |                       |                       |                       |                       | Démasqué (Épisode 4)    | Démasqué (Épisode 4)    | Démasqué (Épisode 4)    | Démasqué (Épisode 4)  | Démasqué (Épisode 4)  | Démasqué (Épisode 4)    |
| Joyce Jonathan     | Abeille     |                 |                 |                       |                       |                       |                       |                       |                       |                       |                       | Démasquée (Épisode 4) | Démasquée (Épisode 4) | Démasquée (Épisode 4)   | Démasquée (Épisode 4)   | Démasquée (Épisode 4)   | Démasquée (Épisode 4) | Démasquée (Épisode 4) | Démasquée (Épisode 4)   |
| Smaïn              | Monstre     |                 |                 |                       |                       |                       |                       |                       |                       | Démasqué (Épisode 3)  | Démasqué (Épisode 3)  | Démasqué (Épisode 3)  | Démasqué (Épisode 3)  | Démasqué (Épisode 3)    | Démasqué (Épisode 3)    | Démasqué (Épisode 3)    | Démasqué (Épisode 3)  | Démasqué (Épisode 3)  | Démasqué (Épisode 3)    |
| Lio                | Hippocampe  |                 |                 |                       |                       |                       |                       | Démasquée (Épisode 3) | Démasquée (Épisode 3) | Démasquée (Épisode 3) | Démasquée (Épisode 3) | Démasquée (Épisode 3) | Démasquée (Épisode 3) | Démasquée (Épisode 3)   | Démasquée (Épisode 3)   | Démasquée (Épisode 3)   | Démasquée (Épisode 3) | Démasquée (Épisode 3) | Démasquée (Épisode 3)   |
| Sheila             | Écureuil    |                 |                 |                       |                       | Démasquée (Épisode 2) | Démasquée (Épisode 2) | Démasquée (Épisode 2) | Démasquée (Épisode 2) | Démasquée (Épisode 2) | Démasquée (Épisode 2) | Démasquée (Épisode 2) | Démasquée (Épisode 2) | Démasquée (Épisode 2)   | Démasquée (Épisode 2)   | Démasquée (Épisode 2)   | Démasquée (Épisode 2) | Démasquée (Épisode 2) | Démasquée (Épisode 2)   |
| Marie-José Pérec   | Panthère    |                 |                 | Démasquée (Épisode 1) | Démasquée (Épisode 1) | Démasquée (Épisode 1) | Démasquée (Épisode 1) | Démasquée (Épisode 1) | Démasquée (Épisode 1) | Démasquée (Épisode 1) | Démasquée (Épisode 1) | Démasquée (Épisode 1) | Démasquée (Épisode 1) | Démasquée (Épisode 1)   | Démasquée (Épisode 1)   | Démasquée (Épisode 1)   | Démasquée (Épisode 1) | Démasquée (Épisode 1) | Démasquée (Épisode 1)   |

Légende
- Candidat ne participant pas à l'épisode.
- Candidat ne participant pas à l'épreuve.
- Candidat vainqueur du duel, et donc qualifié pour l'étape ou l'épisode suivant.
- Candidat ayant échoué à son duel, et donc envoyé en ballottage.
- Candidat sauvé lors du ballottage, et donc maintenu en lice pour l'étape ou l'épisode suivant.
- Candidat qualifié pour la finale.
- Candidat éliminé de la compétition, et démasqué.
- Vainqueur de la compétition.
- Candidat terminant deuxième de la compétition.
- Candidat terminant troisième de la compétition.
- Candidat éliminé, et terminant quatrième de la compétition.

## Résumés détaillés

### 1erépisode, le 8 novembre 2019
Dans ce premier épisode, six personnalités s'affrontent au cours de trois face-à-face : la licorne contre la panthère, le panda contre l'aigle, et le monstre contre l'hippocampe. Les enquêteurs et le public décident, à la fin de chaque duel, quelle personnalité l'emporte et se qualifie pour le troisième épisode. Le perdant de chaque duel, en l'occurrence la panthère, l'aigle et l’hippocampe cette semaine, se retrouvent en ballottage. Après un ultime duel où s'affrontent ces trois célébrités, la panthère obtient le moins de suffrages et est éliminée de la compétition, devant ainsi dévoiler son identité en retirant son masque : c'est Marie-José Pérec, athlète française et triple championne olympique, qui se trouvait sous le masque de la panthère rouge,.

### 2eépisode, le 15 novembre 2019
Dans ce deuxième épisode, les six personnalités n'ayant pas pris part au premier épisode, s'affrontent au cours de trois face-à-face : l'abeille contre le lion, le cupcake contre le dino, et le paon contre l'écureuil. Les enquêteurs et le public décident de qualifier directement l'abeille, le dino et le paon pour l'épisode 3, entrainant ainsi le lion, le cupcake et l'écureuil en ballottage. L'ultime duel de l'épisode, opposant ces trois célébrités, élimine l'écureuil qui doit donc dévoiler son identité en retirant son masque. C'est ainsi qu'on découvre, à la surprise générale, la chanteuse française Sheila sous le masque de l'écureuil.

### 3eépisode, le 22 novembre 2019
Pour ce troisième épisode, les dix candidats encore en lice s'affrontent. Pour des raisons de temps d'antenne, les duels du ballottage sont supprimés : les chanteurs masqués n'ont qu'une seule chanson pour se qualifier.
Une première salve voit s'affronter le cupcake et le lion, puis l'aigle et l’hippocampe. À l'issue de cette dernière, le cupcake et l'aigle sont qualifiés, et le lion et l'hippocampe se retrouvent en ballottage, puis l'hippocampe est éliminé. C'est la chanteuse Lio, correctement identifiée par Jarry, qui se trouvait en dessous.
Ensuite, la seconde salve a lieu, voyant s'affronter l'abeille et le monstre, le paon et la licorne, puis le dino et le panda. À l'issue de ces duels, le monstre, le paon et le dino se retrouvent en ballottage. Après vote du jury et du public, le monstre est éliminé. Il est donc démasqué, et, également à la surprise générale, c'est Smaïn, acteur et humoriste français, qui se trouvait en dessous,.

### 4eépisode, le 29 novembre 2019
Pour ce quatrième épisode, les huit candidats encore en lice s'affrontent sur le même principe que la semaine précédente.
Une première salve de duels voit s'affronter le panda et l'abeille, puis le paon et le cupcake. À l'issue de cette dernière, le panda et le cupcake sont qualifiés, et l'abeille et le paon se retrouvent en ballottage, puis l'abeille est éliminée. C'est la chanteuse Joyce Jonathan, correctement identifiée par les quatre enquêteurs, qui se trouvait en dessous.
Suit la seconde salve, qui voit s'affronter l'aigle et la licorne, puis le lion et le dino. À l'issue de ces duels, l'aigle et le dino se retrouvent en ballottage. Après vote du jury et du public, le dino est éliminé et doit donc se démasquer. À la surprise générale, c'est Yves Lecoq, humoriste et imitateur-star, pendant trente ans, de l'émission Les Guignols de l'info, qui se trouvait en dessous,.

### 5eépisode, le 6 décembre 2019, la demi-finale
Pour ce cinquième épisode, les six candidats encore en lice s'affrontent en chantant chacun deux chansons. Une première célébrité est éliminée au bout de l'épreuve traditionnelle des duels. Cette fois-ci, trois duels ont lieu : le panda contre le paon, le lion contre la licorne et l'aigle contre le cupcake. À l'issue de ces trois duels, un premier vote départage les trois célébrités envoyées en ballottage afin d'en éliminer une. Ensuite, les cinq participants encore en compétition chantent chacun une chanson et un ultime vote a lieu entre les cinq candidats afin d'éliminer celui qui a le moins convaincu.
Après les trois duels, le paon, le lion et l'aigle sont envoyés en ballottage et, à la suite du vote du jury et du public, le lion est éliminé et doit se démasquer. C'est David Douillet, ancien champion olympique de judo et ancien ministre des Sports, qui se trouvait sous ce costume ; il avait été correctement identifié par Anggun et Jarry, alors qu'Alessandra Sublet et Kev Adams étaient plutôt tournés vers Sébastien Chabal.
Après cette première élimination et la deuxième prestation des cinq participants encore en compétition, le public et les enquêteurs décident d'éliminer le cupcake. Sous ce costume se trouvait la chanteuse Natasha St-Pier, qui avait été correctement identifiée par Alessandra Sublet, Anggun et Jarry,.

### 6eépisode, le 13 décembre 2019, la finale
Les quatre finalistes sont l’aigle, la licorne, le panda et le paon. L'épreuve des duels voit s'affronter l'aigle et la licorne d'une part, et le panda et le paon d'autre part. À l'issue des prestations, l'aigle et le paon sont envoyés en ballottage et, à la suite du vote du jury et du public, le paon est éliminé puis démasqué. C'est le footballeur international Frank Lebœuf qui se trouvait sous ce costume ; il termine quatrième de la compétition.
Après cette élimination, les trois candidats encore en lice chantent chacun une dernière chanson. Le panel vote ensuite pour désigner le vainqueur. On découvre que sous le masque du panda, qui termine en troisième position, se cachait la chanteuse Julie Zenatti ; sous celui de l'aigle, qui termine en deuxième position, l'animateur de télévision Karl Zéro, et enfin sous celui de la licorne, l'animatrice Laurence Boccolini. Cette dernière remporte la compétition et s’adjuge le premier trophée de Mask Singer.

## Audiences et diffusion

### Mask Singer
En France, l'émission est diffusée les vendredis, du 8 novembre au 13 décembre 2019. Un épisode dure environ 2 h 15 (publicités incluses), soit une diffusion de 21 h 5 à 23 h 20.
À noter également que le premier épisode a rassemblé 707 000 téléspectateurs de plus en audiences consolidées à J+7 (c'est-à-dire en ajoutant les visionnages en replay la semaine suivant la diffusion). Le premier épisode a donc été vu par 7 310 000 personnes au total.
| Épisode            | Date de diffusion         | Horaire de diffusion | Audience moyenne          | Audience moyenne | Audience moyenne | Classement des audiences | Réf.   |
| Épisode            | Date de diffusion         | Horaire de diffusion | Nombre de téléspectateurs | Part de marché   | Part de marché   | Classement des audiences | Réf.   |
| Épisode            | Date de diffusion         | Horaire de diffusion | Nombre de téléspectateurs | (4 ans et plus)  | (FRDA-50)        | Classement des audiences | Réf.   |
| ------------------ | ------------------------- | -------------------- | ------------------------- | ---------------- | ---------------- | ------------------------ | ------ |
| 1                  | Vendredi 8 novembre 2019  | 21:05 - 23:20        | 6 600 000                 | 32,5 %           | 48,6 %           | 1er                      | [ 21 ] |
| 2                  | Vendredi 15 novembre 2019 | 21:05 - 23:20        | 5 520 000                 | 27,2 %           | 40,5 %           | 1er                      | [ 22 ] |
| 3                  | Vendredi 22 novembre 2019 | 21:05 - 23:20        | 4 890 000                 | 24,1 %           | 40 %             | 1er                      | [ 23 ] |
| 4                  | Vendredi 29 novembre 2019 | 21:05 - 23:20        | 4 510 000                 | 23,5 %           | 39 %             | 1er                      | [ 24 ] |
| 5                  | Vendredi 6 décembre 2019  | 21:05 - 23:20        | 4 750 000                 | 24,7 %           | 38,7 %           | 1er                      | [ 25 ] |
| 6                  | Vendredi 13 décembre 2019 | 21:05 - 23:20        | 5 080 000                 | 26,8 %           | 42,9 %           | 1er                      | [ 26 ] |
|                    |                           |                      |                           |                  |                  |                          |        |
| Bilan de la saison | Bilan de la saison        | Bilan de la saison   | 5 230 000                 | 26,5 %           | 41,6 %           | 1er                      | [ 27 ] |

Légende :
- Plus hauts scores d'audiences
- Plus bas scores d'audiences

### Mask Singer, l'enquête continue
En France, chaque épisode est suivi d'une suite, intitulée Mask Singer, l'enquête continue. Un épisode dure environ 1 h 5 (publicités incluses), soit une diffusion de 23 h 20 à 0 h 25.
| Épisode            | Jour et horaire de diffusion             | Nombre de téléspectateurs | Part de marché (sur les 4 ans et plus) | Références |
| ------------------ | ---------------------------------------- | ------------------------- | -------------------------------------- | ---------- |
| 1                  | Vendredi 8 novembre 2019 (23:20 - 0:25)  | 2 855 000                 | 33 %                                   | [ 28 ]     |
| 2                  | Vendredi 15 novembre 2019 (23:20 - 0:25) | 2 358 000                 | 26,7 %                                 | [ 28 ]     |
| 3                  | Vendredi 22 novembre 2019 (23:20 - 0:25) | 2 024 000                 | 24,8 %                                 | [ 28 ]     |
| 4                  | Vendredi 29 novembre 2019 (23:20 - 0:25) | 1 627 000                 | 21,4 %                                 | [ 28 ]     |
| 5                  | Vendredi 6 décembre 2019 (23:20 - 0:25)  | 1 900 000                 | 24,2 %                                 | [ 28 ]     |
| 6                  | Vendredi 13 décembre 2019 (23:20 - 0:25) | 2 098 000                 | 28,6 %                                 | [ 28 ]     |
|                    |                                          |                           |                                        |            |
| Bilan de la saison | Bilan de la saison                       | 2 142 830                 | 26,45 %                                | [ n° 3 ]   |

Légende :
- Plus hauts scores d'audiences
- Plus bas scores d'audiences